# 쌀소득보전 직접지불 사업
쌀소득보전 직접지불 사업은 대한민국 정부가 쌀시장 개방의 대비책 중 하나로 쌀 가격이 떨어지더라도 쌀농가 소득을 적정수준으로 안정시키기 위해 실시하는 사업으로 2005년부터 시행되었으며 보통 쌀소득보전 직불제라고 부른다. 매년 설정한 목표가격을 설정하고 수확기 쌀값 전국평균과 비교하여 차액의 85%를 직접지불로 보전해준다. 이 금액을 쌀소득보전 직접지불금 또는 간단히 쌀 직불금이라 한다.

## 신청자격
1998년 1월 1일부터 2000년 12월 31일까지 논농업(벼, 연근, 미나리 또는 왕골재배)에 이용된 농지에서 논농업에 종사하는 사람은 신청할 수 있다. 다만, 신청자의 농업외의 소득이 3천7백만원 이상, 논농업에 이용되는 농지면적이 1천제곱미터미만, 농지처분 명령을 받은 사람은 신청할 수 없다

## 지급 내역
지급액 및 지급시기는 다음과 같다.(2016년 기준)
| 내역       | 지급액                                                                | 시기       |
| ---------- | --------------------------------------------------------------------- | ---------- |
| 변동직불금 | 정부가 목표로 정한 쌀 1가마니(80 kg) 값과 현지 시세 차액의 85%를 보상 | 당해 10월  |
| 고정직불금 | 농지 1ha당 100만원 일괄 지급                                          | 다음해 3월 |

## 역사
2002년 3월 7일, 농촌경제연구원은 쌀값 하락분의 70% 정도를 보전해주는 쌀소득보전직불제를 포함한 '쌀 산업발전을 위한 정책방안'을 농림부에 건의하였고, 대한민국 정부(국민의 정부)는 논의를 거쳐 도입하기로 하였다. 4월 7일 농림부는 도입 시기를 2004년 쌀 개방 재협상 이후로 연기한다고 밝혔다. 9월 18일 농어업・농어촌 특별대책위원회는 '쌀 소득보전 직불제 도입방안'을 확정했다. 확정안에 따르면 농가에 대한 지급액은 명목 조수입 감소액의 80%이며, 약정수매 해당 면적은 보전대상에 포함되지 않는다. 10월 직불제 신청이 저조하였다. 정부의 기준가격(최근 5년간 쌀값 평균)이 낮아서 실질적인 도움이 안된다는 이유로 농민들에게 호응을 얻지 못하였고, 전국농민회총연맹 광주ㆍ전남연맹 등 일부 농민 단체의 거부운동도 있었다.
2004년 7월, 참여정부가 쌀 시장 개방에 따른 경쟁력 강화방안으로 그 취지를 설명했으며 11월, 정부와 열린우리당은  1948년부터 실시해오던 가격지지 형태의 수매제를 폐지하는 대신 쌀소득보전 직불제를 도입하기로 결정하였고, 2005년 7월 1일부터 시행하기 시작했다.

## 2008년 고위 계층 부당 수령 의혹

### 정치인 의혹
국회의원은 7명으로, 한나라당 김학용, 김성회, 임동규, 주성영, 이철우, 이한성, 민주당 최철국이 쌀직불금을 수령한 것으로 밝혀졌다. 또한 기초단체장은 2명, 광역의원은 24명으로 밝혀졌으며, 당 별로는 한나라당 17명, 민주당 6명, 자유선진당 3명이었다. 이들은 본인이나 가족 명의로 쌀직불금을 수령하였으며, 아직 부당수령자인지 여부는 확인된 것이 아니다.

## 같이 보기
- 소득보전 직불제
- 수산직불제